# ボルコム
ボルコム（Volcom）は、アメリカのスケートボード、スノーボード、サーフボード（サーフィン）向けファッションブランド。
現在はケリングに属する。

## 概要
1991年、リチャード・ウールコットは旧友のタッカー・ホールとともに、“Youth Against Establishment”（体制に反抗する若者）のコンセプトのもと、主に“3S”と呼ばれる“サーフ・スケート・スノー”のボードスポーツシーンにおけるファッションを独特なパンキッシュデザインで展開。また、3S各分野のチームライダーのサポート（V.Co-Operative Series）はもちろん、大会のオーガナイズ、ムービーの作成(Veeco Productions）、パンク・ロック・バンドのレーベルの創設（Volcom Entertainment）など、ブランドとしての活動は多岐にわたりつつも、その全てにおいてブランドコンセプトを決して逸脱することは無い。

## ボルコムストーン

ボルコムストーン

ボルコムストーン(Volcom Stone)はボルコムブランドのステイタスシンボルでであり、単なるコーポレートアイデンティティではない絶対主義における自然物としての扱いである。そのため、同社の製品のデザインや契約選手のボードなどの機材に限って使用が許されている。ステッカーなど後から好きな場所に貼り付け、表示できる物の販売はされていない。また、表示の際にストロークの変更や任意の色への着色などのデザインの変更は強く制限されている。
スポンサーなど提供元の名前として文字で「ボルコムストーン」や「Volcom Stone」と表示することはある。